# Katarzyna Bułgarska
Katarzyna Bułgarska – cesarzowa bizantyńska, żona Izaaka I Komnena.

## Życiorys
Była córką Iwana Władysława, cara Bułgarii w latach 1015-1018 i jego żony Marii. 
Została żoną Izaaka I Komnena. Mieli dwoje dzieci: 
- Manuela Komnena (ur. ok. 1030, zm. 1042/57)
- Marię Komnenę (ur. ok. 1034)

Po abdykacji męża wstąpiła jako Ksena do klasztoru. 